# Sohland am Rotstein
Sohland am Rotstein (ortografia ufficiale: Sohland a. Rotstein) è una frazione del comune di Reichenbach/O.L. in Sassonia (Germania). 
Già comune autonomo, il 1º gennaio 2014 è stato accorpato al comune di Reichenbach/O.L. che appartiene al circondario (Landkreis) di Görlitz (targa GR) e fa parte della comunità amministrativa (Verwaltungsgemeinschaft) di Reichenbach/O.L..